# Бомбарда, Мигел
Миге́л Аугу́шту Бомба́рда (порт. Miguel Augusto Bombarda; 6 марта 1851, Рио-де-Жанейро, Португалия — 3 октября 1910 года, Лиссабон, Португалия) — депутат португальского парламента, один из членов Португальской республиканской партии. По образованию врач. Был профессором в медико-хирургической школе. Внёс вклад в медицине, в частности в гистологии. Был основателем журнала «Современная медицина». Был генеральным секретарём XVI «Международного конгресса медицины и хирургии», который проходил в Лиссабоне в 1906 г. Один из руководителей свержения монархии и подготовки Португальского восстания 1910 г. в результате которого король Мануэл II вынужден был бежать и была образована Первая Португальская республика.

## Смерть
За несколько часов до начала восстания он совершал служебный обход в знаменитой больнице Рилафолес для душевнобольных. Впоследствии эта больница носила негласное название «Больница Бомбарды», так как он внёс существенный вклад в её развитие. В результате этого обхода его убил один из пациентов, который был душевнобольным. Похороны состоялись 6 октября 1910 года вместе с его соратником, военным офицером, убитым 4 октября 1910 года, Карлосом Кандиду душ Рейшем.

## Основные труды и публикации Бомбарды
- Dos Hemisférios Cerebrais e Suas Funções Psíquicas (1877)
- Distrofias por Lesão Nervosa (1880)
- Lições sobre a Epilepsia e as Pseudo-Epilepsias (1896)
- O Delírio do Ciúme (1896)
- Consciência e Livre Arbítrio (1896)
- A Contribuição ao Estudo dos Microcéfalos